# Claudio il Gotico
Claudio II il Gotico, il cui nome completo era Marco Aurelio Flavio Valerio Claudio (in latino Marcus Aurelius Flavius Valerius Claudius; Sirmia, 10 maggio 213 o 214 – Sirmium, luglio/agosto 270), è stato un imperatore romano dal settembre/ottobre del 268 alla sua morte, comunque per un periodo di un solo anno e nove mesi, periodo troppo breve per poter porre in atto riforme in campo militare, finanziario e sociale.
Di stirpe illirica fu il primo di un gruppo di imperatori che nel III secolo cercarono di risolvere i gravi problemi dell'impero. Gli ottimi rapporti che ebbe con il senato di Roma, che trovarono il fondamento principale nella gratitudine della Curia romana per l'eliminazione di Gallieno, si manifestarono anche dopo la morte di Claudio con l'elezione ad Augusto del fratello Quintillo. Portò a termine la guerra con i Goti, meritandosi il titolo di Gothicus Maximus. Claudio il Gotico morì di peste, anche se alcuni pensarono fosse stato avvelenato; fu l'unico imperatore del periodo dell'anarchia militare (235-284) a non morire di morte violenta (assieme a Ostiliano, anche lui morto di peste nel 251), il secondo dai tempi di Settimio Severo (211)

## Biografia

### Origini familiari (213/4 - 230/231)
Nacque probabilmente in Sirmia da famiglia illustre nel 213 o 214, che la Historia Augusta mette in relazione con la Gens Flavia (di Vespasiano, Tito e Domiziano). Aurelio Vittore sostiene che molti credevano fosse figlio di Gordiano II, il quale, ancora adolescente, venne iniziato da una donna matura in vista dell'imminente matrimonio. Vi sarebbe anche un accenno di parentela con il futuro imperatore Marco Aurelio Probo.

### Carriera militare (230/231 - 267)
La Historia Augusta racconta che quando era ancora un giovane soldato:
(Historia Augusta, Divus Claudius, 13.6-7.)
Si racconta che durante questo episodio fosse presente lo stesso imperatore Decio (che regnò dal 249 al 251), il quale lo lodò pubblicamente per il valore e il pudore, tanto da donargli armillae (bracciali) e torques (collari), ma lo invitò anche a ritirarsi dalle competizioni militari, temendo che potesse compiere altri atti troppo violenti per le regole della lotta. Sembra si sia distinto per le sue capacità militari, poco dopo (attorno al 250), come tribunus militum, durante il periodo delle invasioni dei Goti. In questa circostanza venne inviato dallo stesso Decio presso il passo delle Termopili, a protezione del Peloponneso, ottenendo dal governatore dell'Acaia, duecento soldati della Dardania, cento cavalieri catafratti, sessanta cavalieri, sessanta arcieri cretesi e mille reclute ben armate.

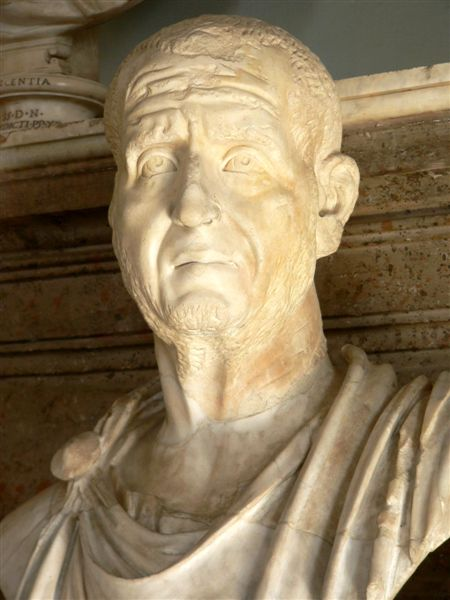
Ritratto dell'imperatore Decio, sotto il quale Claudio venne promosso a tribunus militum.

Era ancora tribuno militare sotto l'imperatore Valeriano (tra il 253 ed il 258) della legio V Martia, dislocata a quel tempo nella provincia di Siria, come ci tramanda la Historia Augusta. Valeriano dispose, quindi, che fossero corrisposti a Claudio:
(Historia Augusta, Divus Claudius, 14.3-13.)
Valeriano aggiunse, quindi, alla fine:
(Historia Augusta, Divus Claudius, 14.15.)
In effetti il trattamento sembrerebbe riservato a un dux ducenarius, vale a dire a un ufficiale con uno stipendium base pari a 200.000 sesterzi annui. Dopo questo incarico, divenne governatore dell'Illyricum (dux totius Illyrici), che comprendeva, già dal tempo di Valeriano, un comando militare che sovrintendeva a tutti gli eserciti delle province romane della Tracia, delle due Mesie, della Dalmazia, delle due Pannonie e delle tre Dacie.
(Historia Augusta, Divus Claudius, 15.4.)
Sempre dalla Historia Augusta si sa che ebbe un ottimo rapporto con l'allora governatore della Mesia (non è noto se superiore o inferiore), Regaliano, al quale indirizzò una lettera, nella quale lo ringraziava per la riconquista di alcune regioni dell'Illirico (Mesia superiore), grazie anche al successo ottenuto nella battaglia combattuta presso Scupi. Tale episodio potrebbe riferirsi agli anni 258-259.
Qui esercitò il suo prestigioso comando, che sembra fosse il più importante dopo quello dell'imperatore stesso, per dieci anni a protezione del limes danubiano, contro l'ormai devastante pressione dei Goti (dal 258 al 268 circa). Un'altra indicazione presente in una lettera trascritta dalla Historia Augusta, indirizzata da Gallieno a un certo Venusto, vede Claudio in Dacia, quando sul trono vi era ancora probabilmente Valeriano, e non era ancora scomparso Cornelio Salonino (in un periodo ipotizzabile tra il 258 e il 260). Dopo il 258 potrebbe, inoltre, aver ricoperto il suo primo consolato.

### Ascesa al trono (267 - 268)
Nel corso del 267, Gallieno, grazie all'appoggio di Aureolo (magister equitum) e alla perizia militare del suo magister militum, Claudio, combatté con successo le armate galliche secessioniste di Postumo. Quando forse la vittoria finale era vicina, tanto da ipotizzare una riunificazione dell'impero delle Gallie al potere centrale di Roma, con la fine del 267-inizi del 268 una nuova e immensa invasione da parte dei Goti (unitamente a i Peucini, agli Eruli e a numerosi altri popoli) prese corpo dalla foce del fiume Tyras (presso l'omonima città), dando inizio al più sorprendente e devastante assalto di questo III secolo, che sconvolse le coste e l'entroterra delle province romane di Asia Minore, Tracia e Acaia affacciate sul Ponto Eusino e sul mar Egeo.
(Historia Augusta, Divus Claudius, 6.2-8.1.)

Ritratto di Gallieno, Museo delle Terme, Roma.

E mentre i Goti impegnavano lo stesso imperatore Gallieno in Tracia e Illirico, una nuova orda di Alemanni riusciva a penetrare nell'Italia settentrionale attraverso il passo del Brennero (nel 268), approfittando dell'assenza dell'esercito imperiale, impegnato a fronteggiare sia la devastante invasione dei Goti in Mesia, Acaia, Macedonia, Ponto e Asia, sia l'usurpatore Aureolo che, prima fu battuto presso Pontirolo sull'Adda (pons Aureoli), poi si fortificò a Mediolanum (Milano).
Gallieno, tornato a Mediolanum, si apprestò ad assediare Aureolo che qui si era rinchiuso, con la speranza di ricevere aiuto da parte di Postumo. Ma Aureolo, che aveva ormai perduto ogni speranza, fece spargere voci nel campo dell'imperatore, che inneggiavano contro Gallieno. Alcuni comandanti, stanchi dell'imperatore, ordirono una congiura e dissero al principe che Aureolo aveva tentato una sortita facendolo uscire dalla sua tenda. Gallieno fu ucciso a tradimento dal comandante della cavalleria dalmata Ceronio o Cecropio, in un agguato, insieme al fratello Publio Licinio Valeriano. Alla congiura pare non fosse estraneo il suo successore, Claudio, anche se non partecipò direttamente alla riunione.
(Historia Augusta, Gallieni duo, 14.1-2.)
Altri storici (anche coevi) affermano che Gallieno morì in conseguenza di una brutta ferita riportata durante lo svolgersi dell'assedio. Tra gli organizzatori c'era il suo prefetto del pretorio Aurelio Eracliano e Marciano. Alla notizia della sua morte (avvenuta nel settembre/ottobre del 268), i suoi familiari furono assassinati. Morì così a cinquant'anni, dopo tre lustri di regno e fu divinizzato per volere del suo successore Claudio II, che nel frattempo era stato proclamato imperatore dalle truppe, decisione ratificata poco dopo dal Senato.
(Historia Augusta, Divus Claudius, 4.2-4.)
Aurelio Vittore, infine, sostiene che Gallieno sul letto di morte designò quale suo successore Claudio, che si trovava a Ticinum e al quale furono inviati gli indumenti imperiali attraverso Gallonio Basilio. Costrinse poco dopo il senato di Roma a deificare Gallieno. Vi è da aggiungere che Claudio appariva come il generale più esperto e il più vicino consigliere del precedente imperatore.

### Regno (268 - 270)

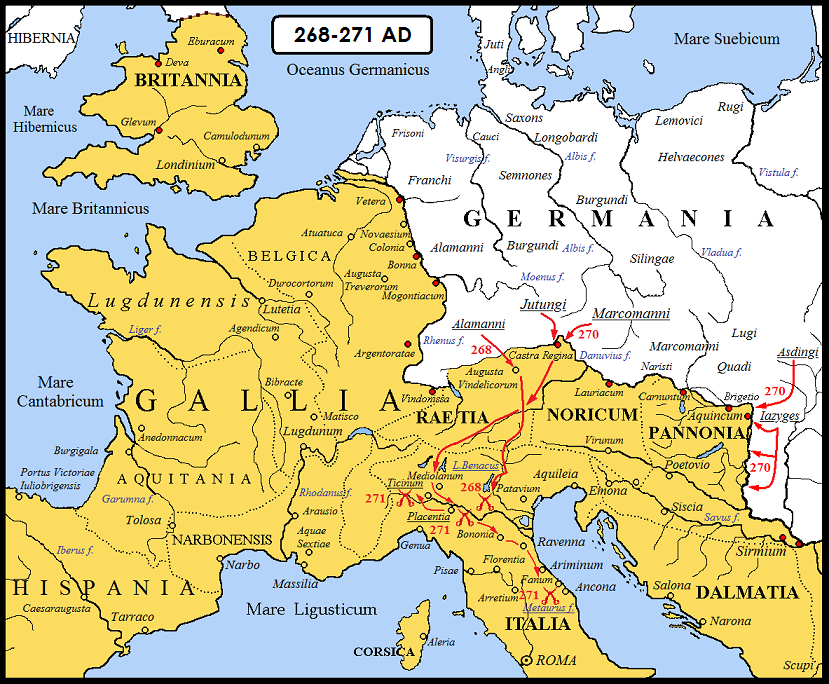
L'invasione della parte occidentale dell'impero romano degli anni 268-271, da parte di Alemanni, Marcomanni, Iutungi, Iazigi e Vandali Asdingi.

#### Fine di Aureolo e interruzione delle scorrerie degli Alemanni
Claudio, una volta acclamato imperatore, ottenne la resa di Aureolo, il quale, una volta consegnatosi venne messo a morte e ucciso da Aureliano, contro il parere dello stesso Claudio. Dopo aver affidato ad Aureliano la conduzione della guerra contro i barbari della Meotide (Eruli e Goti), oltre al comando generale della cavalleria "mobile" (magister equitum), come testimonia la stessa Historia Augusta:
(Historia Augusta, Divus Aurelianus, 17.1-4.)
Si recò, in primis, a Roma per omaggiare il senato romano e ottenere la ratifica del titolo di Augustus (conferitogli in precedenza dalle armate settentrionali), oltre ad ottenere il consolato per l'anno successivo e la deificazione di Gallieno. Claudio non volle commettere l'errore del suo predecessore, Massimino Trace (235-238), il quale, dopo aver ottenuto la porpora imperiale, non aveva mai messo piede nella capitale e aveva preferito trascorrere il suo regno lungo i confini settentrionali, senza mai omaggiare il senato romano.
La sua assenza, se gli assicurò il sostegno del Senato, provocò nondimeno lo sfondamento del limes danubiano da parte dei barbari, tanto da costringerlo di lì a poco a far ritorno nel nord dell'Italia (inizi del 269), dove costrinse gli Alemanni a interrompere le loro scorrerie e a trattare il loro ritiro dal suolo italico. Il mancato accordo costrinse Claudio a combatterli. Egli, infatti, riportò la vittoria decisiva agli inizi di novembre, nella battaglia del lago Benaco (il lago di Garda) che, come racconta Aurelio Vittore, permise la loro definitiva cacciata dall'Italia settentrionale con gravissime perdite. Si racconta che più della metà dei barbari perì nel corso della battaglia (forse addirittura 50.000). Per questo successo ottenne il titolo di Germanicus Maximus.

#### Claudio e l'Occidente romano: l'Impero delle Gallie

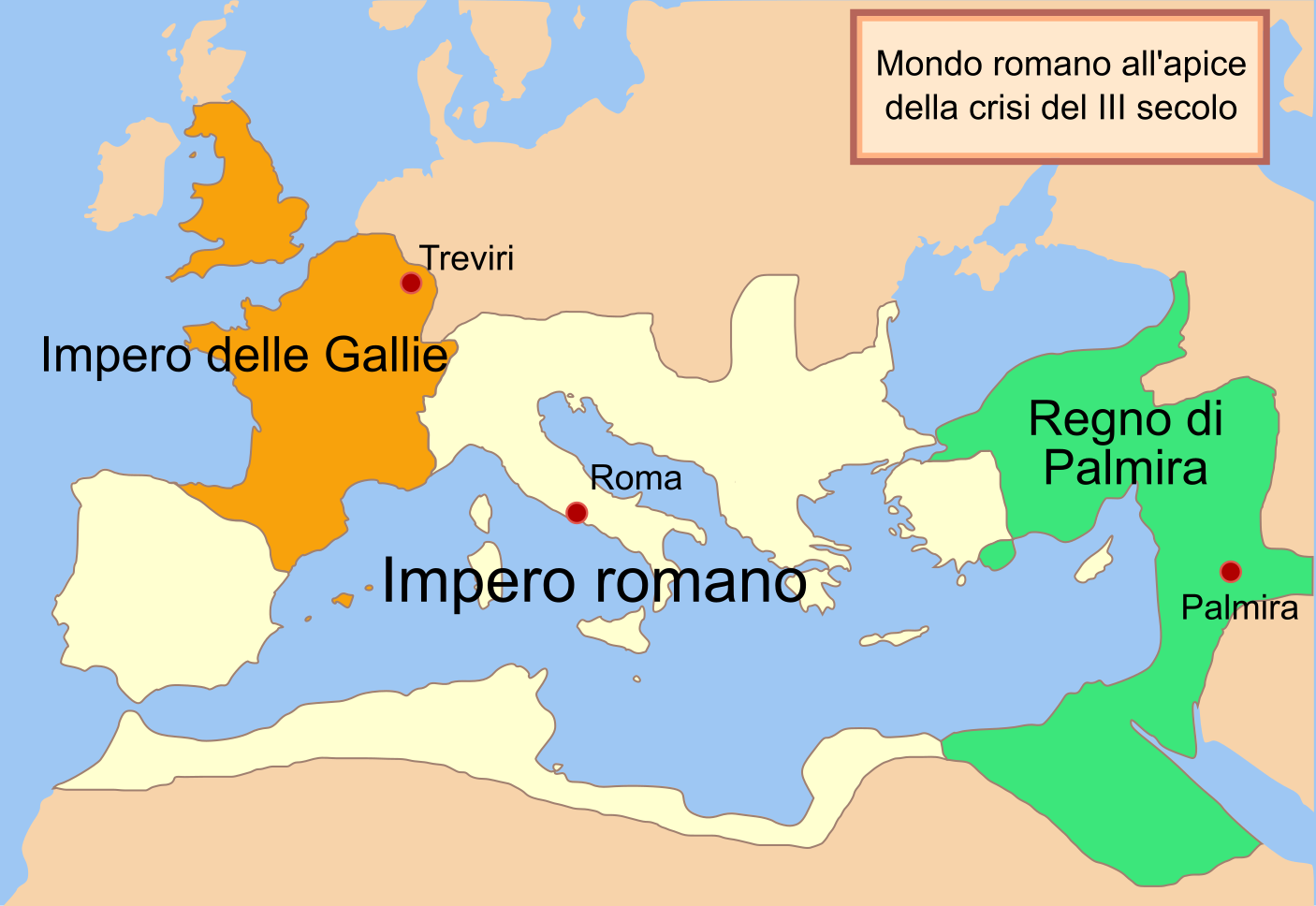
270 d.C. circa: L'Impero romano al centro, con l'Impero delle Gallie a Occidente, il Regno di Palmira a Oriente.

Narra la Historia Augusta che verso la fine del 268, l'usurpatore Leliano (probabilmente governatore della Germania superiore), si era ribellato nell'Impero delle Gallie a Postumo, il quale lo aveva assediato a Mogontiacum, suo quartier generale e dove trasferì anche la sua zecca personale. Sembra però che al termine dell'assedio, sia Leliano sia Postumo siano rimasti uccisi. Postumo venne ucciso dai suoi soldati poiché non aveva concesso il saccheggio della città renana. Questi scontri destarono forte preoccupazione in Claudio, che preferì ritardare la sua partenza per il fronte balcanico, preferendo però osservare gli eventi da lontano, senza dover intervenire direttamente.
(Historia Augusta, Triginta tyranni, 4.)
Claudio, in seguito, operò una scelta strategica di non poco conto: preferì intervenire lungo il fronte balcanico contro i Goti, piuttosto che cercare lo scontro "fratricida" contro le forze secessioniste dell'Impero delle Gallie. Affidò, quindi, al fratello Quintillo il comando delle armate dell'Italia settentrionale, a guardia del fronte occidentale, e partì per il limes danubiano, ricongiungendosi con Aureliano e Marciano. Frattanto a Postumo e Leliano succedette Vittorino (verso la fine del 268 o gli inizi del 269). Quest'ultimo venne riconosciuto dalle province di Gallia e Britannia, ma non da quella della Hispania, che tornarono sotto il dominio dell'impero "centrale".
Subito dopo (nel 269), un certo Giulio Placidiano, vir perfectissimus e praefectus vigilum, venne inviato nella Gallia Narbonensis dall'imperatore Claudio a occupare i territori sottratti all'impero "centrale". Placidiano riuscì probabilmente a riconquistare la parte orientale della Narbonensis, controllando la bassa valle del Rodano, nello stesso periodo in cui le truppe renane dell'Impero delle Gallie di Vittorino marciavano su Augustodunum per sedare una rivolta, scoppiata forse in coincidenza con l'arrivo di Placidiano. Vittorino, alla fine, riuscì a impedire che la città ribelle di Augustodunum Haeduorum (Autun), che aveva richiesto l'intervento militare di Claudio, ritornasse anch'essa all'impero "centrale". Assediò, infatti, la città per sette mesi, prima di conquistarla e saccheggiarla (estate 270). Claudio, impegnato com'era nella guerra contro i Goti, suo obbiettivo prioritario, non poté fare altro che assistere all'inutile secessione di parte della Gallia Narbonense, senza poter intervenire direttamente.

#### Minaccia gotica
Egli cercò nei pochi anni di regno di risolvere la difficile situazione interna e contemporaneamente fronteggiò con energia le gravi invasioni barbariche, affrontando con successo diverse popolazioni che si erano riversate entro i confini dell'Impero in grandi battaglie campali. Dopo gli Alemanni, fu la volta di Goti (tra cui Grutungi, Ostrogoti, Tervingi e Visigoti), Peucini, Eruli e Gepidi, che stavano devastando l'Acaia e le coste del Mar Mediterraneo. La Historia Augusta cita una lettera che Claudio avrebbe inviato al Senato romano nella quale dava indicazione del numero dei barbari:
(Historia Augusta, Divus Claudius, 7.2-5.)

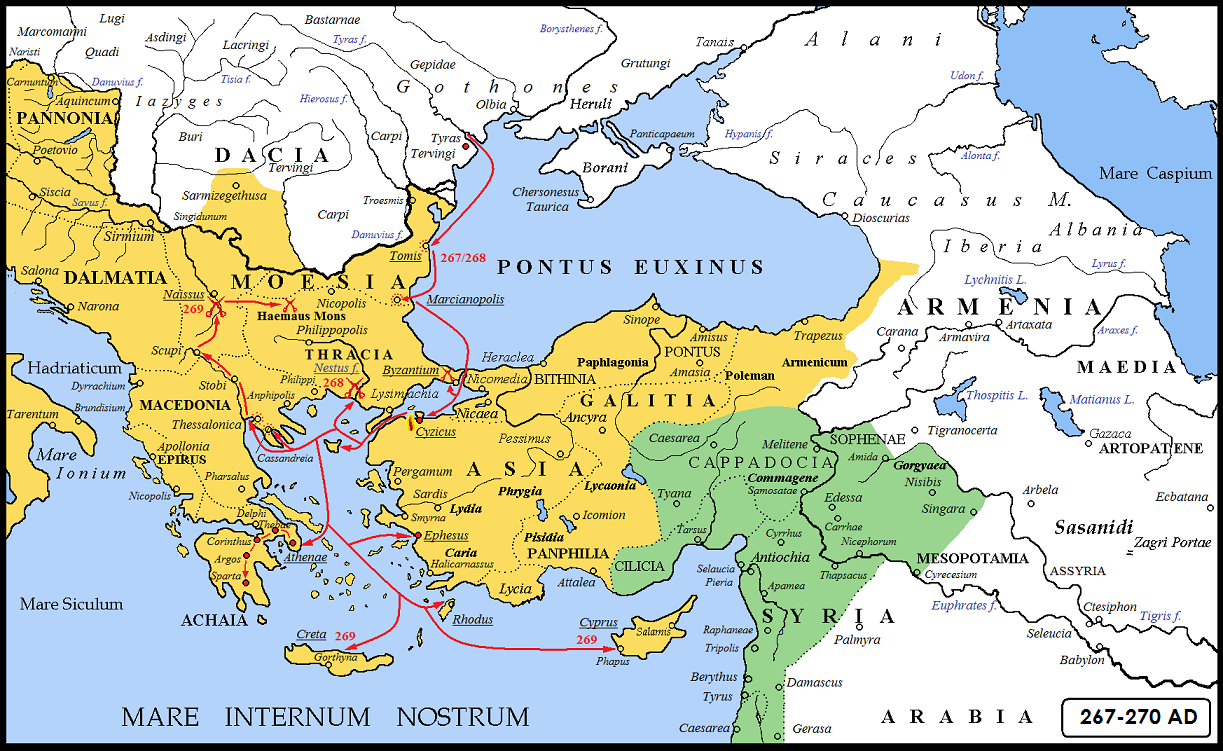
L'invasione dei Goti del 268-270 durante i regni di Gallieno e Claudio il Gotico. In colore verde il regno di Palmira della regina Zenobia e Vaballato.

Agli inizi del 269, dopo che per alcuni mesi i Goti erano stati tenuti a bada dalle armate romane di Marciano, Claudio riuscì a raggiungere il teatro degli scontri e a riportare una vittoria decisiva su queste genti nella battaglia di Naisso, dove si racconta che persero la vita ben cinquantamila barbari, mentre pochi poterono far ritorno oltre il Danubio. E così il senato di Roma gli tributò, per i successi ottenuti insieme a Marciano, una statua, oltre al consolato.
I Germani erano arrivati nel cuore della Mesia percorrendo la strada che da Tessalonica conduce a Scupi e poi verso nord, dopo aver devastato i territori attorno a Pelagonia (l'attuale Bitola). I sopravvissuti alla battaglia di Naisso, proteggendosi con i carri nella formazione loro tipica, si diressero in Macedonia. Durante la lunga marcia sulla via del ritorno, molti dei barbari morirono insieme alle loro bestie, oppressi dalla fame; altri furono uccisi in un nuovo scontro con la cavalleria romana degli "equites Delmatae", la riserva strategica mobile appena istituita da Gallieno. La marcia dei Goti proseguì in direzione orientale verso il monte Hemaus. Tuttavia i barbari, seppure circondati dalle legioni, riuscirono a procurare non poche perdite alla fanteria romana, che fu salvata solo grazie all'intervento della cavalleria affidata ad Aureliano, alleviando la sconfitta.
| Claudio: Antoniniano                                                                     | Claudio: Antoniniano                                                                |
| ---------------------------------------------------------------------------------------- | ----------------------------------------------------------------------------------- |
|                                                                                          |                                                                                     |
| IMP CLAVDIVS P(ius) F(elix)? AVG, testa dell'imperatore verso destra che indossa corazza | VICTORIAE GOTHIC, è rappresentato un trofeo con ai suoi piedi due prigionieri goti. |
| 19 mm; 4,68 g; coniato nel 269/270                                                       |                                                                                     |

Contemporaneamente le altre orde di Goti, che si erano riversate l'anno precedente (nel 268) nel mar Egeo e nel Mediterraneo orientale e avevano compiuto azioni di pirateria, furono respinte definitivamente dopo una serie di scontri dall'accorrente prefetto d'Egitto, Tenagino Probo, nelle acque di fronte alle isole di Cipro, Creta e Rodi. La Historia Augusta, riferendosi a un discorso di Claudio gli fa pronunciare queste parole:
(Historia Augusta, Divus Claudius, 8.4-8.6.)
In sintesi il principale teatro della guerra gotica furono le province romane delle due Mesie e della Tracia. Vennero combattute numerose battaglie nei pressi di Marcianopoli, di Bisanzio e di Tessalonica (presa d'assalto dai barbari in assenza di Claudio). Ovunque si combatté sotto il comando di Claudio, le truppe romane ottennero la vittoria sui Goti. Vennero catturati molti barbari, tra cui numerose donne nobili dei barbari, e le province romane si riempirono di servi e agricoltori della coalizione dei Goti, trasformando questi ultimi in coloni del territorio di frontiera. Alla fine della guerra, Claudio aveva così procurato alla Repubblica romana, sicurezza e abbondanti ricchezze.
In seguito a questi eventi Claudio, che era riuscito a ricacciare oltre il Danubio quell'immensa orda barbarica, poté fregiarsi dell'appellativo di "Gothicus maximus" e le monete coniate quell'anno ne celebrarono la "Victoria gothica". Dei barbari superstiti, una parte fu colpita da una terribile pestilenza, un'altra entrò a far parte dell'esercito romano, e un'ultima si fermò a coltivare le terre ricevute lungo i confini imperiali. Vi è da aggiungere che, in questo periodo, le forze militari romane presenti in Dacia erano ormai allo stremo. Evidentemente quando Aureliano gli subentrò nell'impero (estate del 270), la situazione nella provincia d'oltre Danubio era ormai irrimediabilmente compromessa e prossima all'abbandono definitivo, come accadde tra il 271 e il 274.

#### Claudio e l'Oriente romano: Zenobia e Palmira
Mentre Claudio era impegnato nelle guerre di confine contro i Goti, Zenobia, regina dei Palmireni, dopo la morte del marito Odenato, prese sulle spalle il manto imperiale. Successivamente inviò due suoi generali, Settimio Zabdas e Timagene, a conquistare la provincia romana d'Egitto (nel 269/270), importante granaio imperiale.
Alla fine Timagene riuscì a uccidere in un agguato il prefetto d'Egitto, Tenagino Probo e le armate palmirene di Zabdas ottennero la vittoria, mentre tutti gli Egiziani facevano atto di sottomissione a Zenobia di Palmira, giurandole fedeltà e riconoscendola come Regina d'Egitto.

### Morte (luglio/agosto 270)

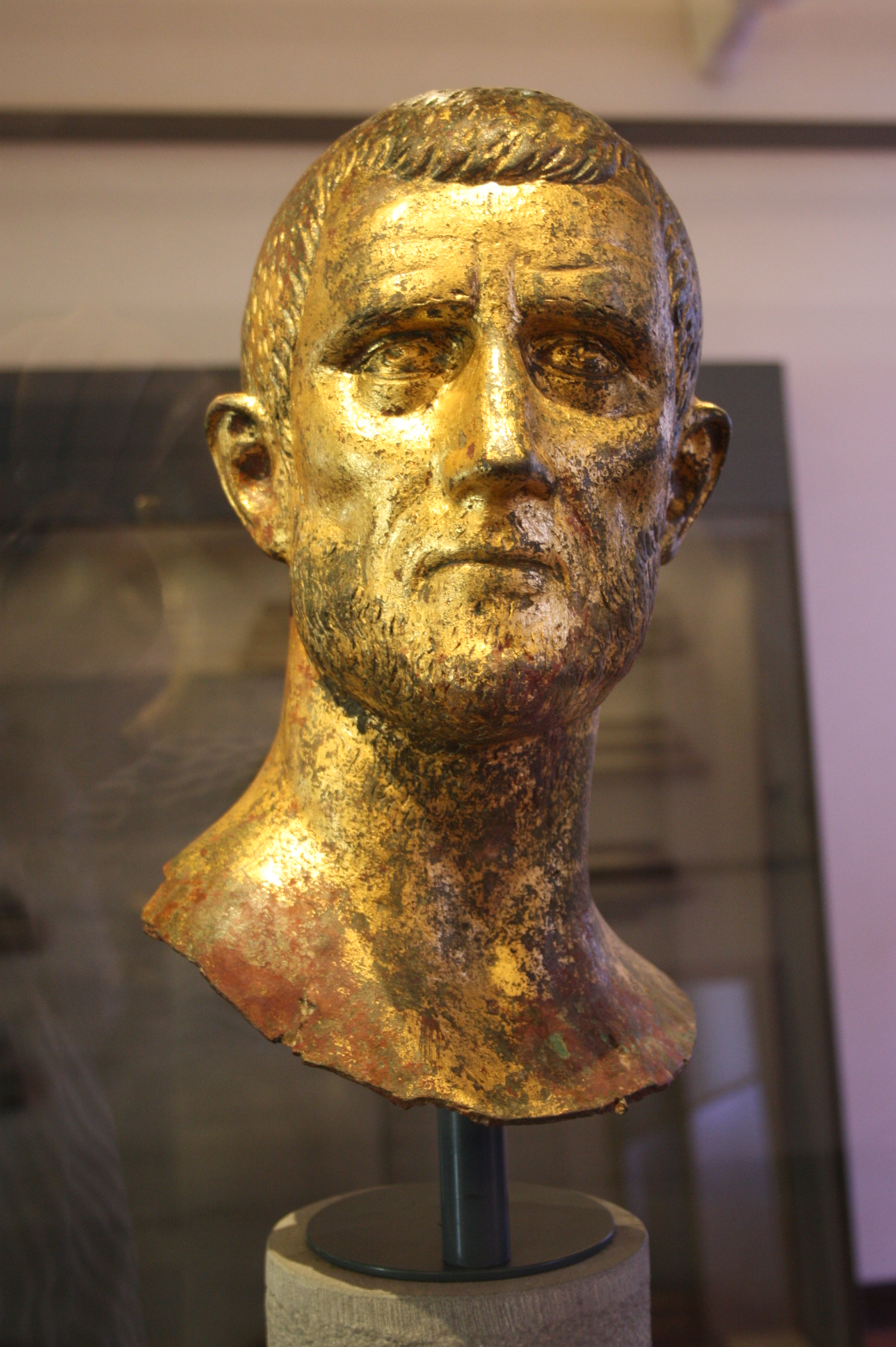
Possibile ritratto di Aureliano in bronzo dorato (Museo di Santa Giulia a Brescia), che succedette a Claudio II il Gotico

Con l'inizio del 270, si vide la fine della guerra gotica. Infatti i Goti superstiti, che erano confluiti nella regione dell'Haemimontus, furono decimati da fame e pestilenza, senza che Claudio decidesse di intervenire per dar loro il colpo di grazia. E così mentre l'imperatore era ancora impegnato nelle regioni del basso Danubio, forse in una campagna contro i Vandali, una nuova invasione di Iutungi tornò a procurare ingenti danni più ad occidente, in Rezia e Norico. Claudio, costretto a intervenire con grande prontezza, affidò il comando balcanico ad Aureliano, mentre egli stesso si dirigeva a Sirmium (Sremska Mitrovica in Voivodina), suo quartier generale (estate del 270), da dove poteva meglio controllare e operare contro i barbari. Poco dopo tuttavia morì, in seguito a una nuova epidemia di vaiolo (la così detta peste di Cipriano) scoppiata tra le file del suo esercito (luglio/agosto).
La sua morte venne interpretata, in modo assai retorico, come sommo sacrificio dell'imperatore per salvare l'impero stesso (res publica), come sembra fosse stato predetto dagli Oracoli sibillini.
Non si può tuttavia escludere che l'imperatore sia stato avvelenato per ordine di qualche rivale. La sua morte fu una disgrazia per l'impero romano che aveva finalmente trovato un uomo capace di accontentare tutti: senato, esercito e popolo.
(Historia Augusta, Divus Claudius, 3.3-4.)
E mentre Claudio moriva, il fratello Quintillo, uomo di elevate virtù, secondo quanto ci racconta la Historia Augusta, assunse l'impero conferitogli per consenso unanime, non per diritto di eredità, ma per merito delle sue doti. Pochi giorni più tardi veniva ucciso o, più probabilmente, si tolse la vita ad Aquileia, lasciando che fosse Aureliano a ereditarne l'impero.

### Successione e discendenza

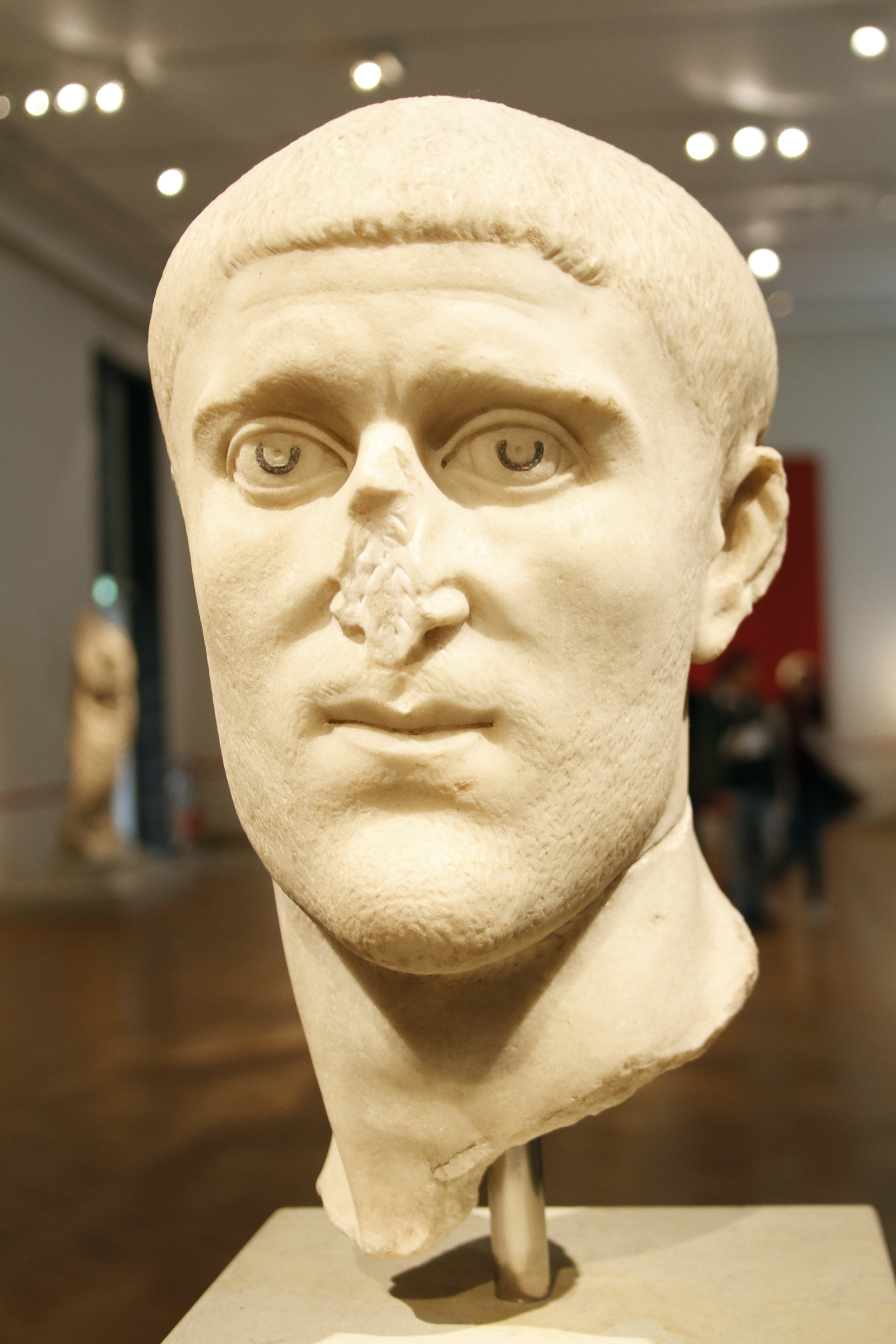
Ritratto dell'imperatore Costanzo Cloro, che si diceva discendesse da Claudio il Gotico.

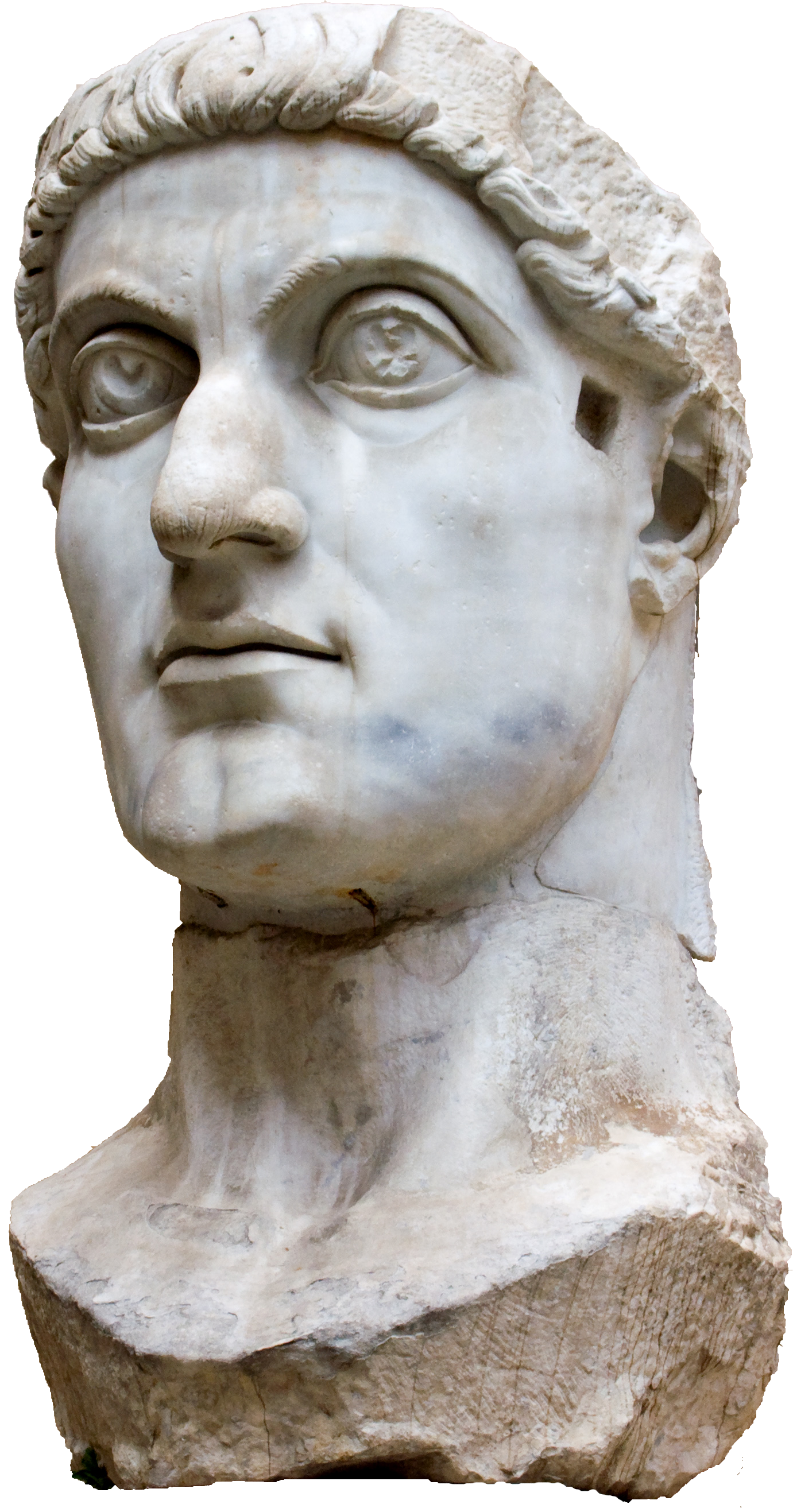
Ritratto dell'imperatore Costantino I.

Claudio non ebbe figli, ma due fratelli: Quintillo (che a sua volta ebbe due figli), eletto anch'egli imperatore dopo la morte del fratello, ma che regnò per soli diciassette o venti giorni; e un presunto secondo fratello di nome Crispo. Quest'ultimo, a sua volta, avrebbe avuto una figlia di nome Claudia, la quale insieme a un nobile di stirpe dardana, Eutropio, ebbe come figlio il futuro imperatore Costanzo Cloro. Tuttavia, altre fonti ritengono che Claudia fosse figlia dello stesso Gotico, piuttosto che sua nipote. Ancora Claudio ebbe anche delle sorelle, una delle quali, di nome Costantina, andò in sposa a un tribuno degli Assiri, ma morì in giovane età, mentre secondo altri era in realtà lei stessa la madre di Cloro.
L'imperatore Costantino rivendicò, in seguito, una sua discendenza dal Gotico da parte paterna: mancano tuttavia prove che possano confermare una simile parentela, sebbene vi sia un'iscrizione che ne attesti la presunta discendenza. A Claudio viene inoltre attribuito anche il nome di Valerio, per sottolineare il legame di parentela con Flavio Valerio Costanzo Cloro.
|                         |                         |                         |                         |                         |                         |  |  |                         |                         |                         |                         |                         |                         |         |         |                           |                           |                           |                           |                           |                           |           |           |                            |                            |                            |                            |                            |                            |            |            |                          |                          |                          |                          |                          |                          |  |  |               |               |               |               |               |               |  |  |  |  |
|                         |                         |                         |                         |                         |                         |  |  |                         |                         |                         |                         |                         |                         |         |         |                           |                           |                           |                           |                           |                           |           |           |                            |                            |                            |                            |                            |                            |            |            |                          |                          |                          |                          |                          |                          |  |  |               |               |               |               |               |               |  |  |  |  |
| Claudio Gotico 213?-270 | Claudio Gotico 213?-270 | Claudio Gotico 213?-270 | Claudio Gotico 213?-270 | Claudio Gotico 213?-270 | Claudio Gotico 213?-270 |  |  | Quintillo 220?-270      | Quintillo 220?-270      | Quintillo 220?-270      | Quintillo 220?-270      | Quintillo 220?-270      | Quintillo 220?-270      |         |         | Crispo ?                  | Crispo ?                  | Crispo ?                  | Crispo ?                  | Crispo ?                  | Crispo ?                  |           |           | sconosciuta ?              | sconosciuta ?              | sconosciuta ?              | sconosciuta ?              | sconosciuta ?              | sconosciuta ?              |            |            |                          |                          |                          |                          |                          |                          |  |  | Costantina ?  | Costantina ?  | Costantina ?  | Costantina ?  | Costantina ?  | Costantina ?  |  |  |  |  |
| Claudio Gotico 213?-270 | Claudio Gotico 213?-270 | Claudio Gotico 213?-270 | Claudio Gotico 213?-270 | Claudio Gotico 213?-270 | Claudio Gotico 213?-270 |  |  | Quintillo 220?-270      | Quintillo 220?-270      | Quintillo 220?-270      | Quintillo 220?-270      | Quintillo 220?-270      | Quintillo 220?-270      |         |         | Crispo ?                  | Crispo ?                  | Crispo ?                  | Crispo ?                  | Crispo ?                  | Crispo ?                  |           |           | sconosciuta ?              | sconosciuta ?              | sconosciuta ?              | sconosciuta ?              | sconosciuta ?              | sconosciuta ?              |            |            |                          |                          |                          |                          |                          |                          |  |  | Costantina ?  | Costantina ?  | Costantina ?  | Costantina ?  | Costantina ?  | Costantina ?  |  |  |  |  |
|                         |                         |                         |                         |                         |                         |  |  |                         |                         |                         |                         |                         |                         |         |         |                           |                           |                           |                           |                           |                           |           |           |                            |                            |                            |                            |                            |                            |            |            |                          |                          |                          |                          |                          |                          |  |  |               |               |               |               |               |               |  |  |  |  |
|                         |                         |                         |                         |                         |                         |  |  |                         |                         |                         |                         |                         |                         |         |         |                           |                           |                           |                           | Claudia ?                 | Claudia ?                 | Claudia ? | Claudia ? | Claudia ?                  | Claudia ?                  |                            |                            | Eutropio ?                 | Eutropio ?                 | Eutropio ? | Eutropio ? | Eutropio ?               | Eutropio ?               |                          |                          |                          |                          |  |  |               |               |               |               |               |               |  |  |  |  |
|                         |                         |                         |                         |                         |                         |  |  |                         |                         |                         |                         |                         |                         |         |         |                           |                           |                           |                           | Claudia ?                 | Claudia ?                 | Claudia ? | Claudia ? | Claudia ?                  | Claudia ?                  |                            |                            | Eutropio ?                 | Eutropio ?                 | Eutropio ? | Eutropio ? | Eutropio ?               | Eutropio ?               |                          |                          |                          |                          |  |  |               |               |               |               |               |               |  |  |  |  |
|                         |                         |                         |                         |                         |                         |  |  |                         |                         |                         |                         |                         |                         |         |         |                           |                           |                           |                           |                           |                           |           |           |                            |                            |                            |                            |                            |                            |            |            |                          |                          |                          |                          |                          |                          |  |  |               |               |               |               |               |               |  |  |  |  |
|                         |                         |                         |                         |                         |                         |  |  |                         |                         |                         |                         | Teodora                 | Teodora                 | Teodora | Teodora | Teodora                   | Teodora                   |                           |                           |                           |                           |           |           | Costanzo Cloro 250-305-306 | Costanzo Cloro 250-305-306 | Costanzo Cloro 250-305-306 | Costanzo Cloro 250-305-306 | Costanzo Cloro 250-305-306 | Costanzo Cloro 250-305-306 |            |            |                          |                          |                          |                          |                          |                          |  |  | Elena 250-330 | Elena 250-330 | Elena 250-330 | Elena 250-330 | Elena 250-330 | Elena 250-330 |  |  |  |  |
|                         |                         |                         |                         |                         |                         |  |  |                         |                         |                         |                         | Teodora                 | Teodora                 | Teodora | Teodora | Teodora                   | Teodora                   |                           |                           |                           |                           |           |           | Costanzo Cloro 250-305-306 | Costanzo Cloro 250-305-306 | Costanzo Cloro 250-305-306 | Costanzo Cloro 250-305-306 | Costanzo Cloro 250-305-306 | Costanzo Cloro 250-305-306 |            |            |                          |                          |                          |                          |                          |                          |  |  | Elena 250-330 | Elena 250-330 | Elena 250-330 | Elena 250-330 | Elena 250-330 | Elena 250-330 |  |  |  |  |
|                         |                         |                         |                         |                         |                         |  |  |                         |                         |                         |                         |                         |                         |         |         |                           |                           |                           |                           |                           |                           |           |           |                            |                            |                            |                            |                            |                            |            |            |                          |                          |                          |                          |                          |                          |  |  |               |               |               |               |               |               |  |  |  |  |
|                         |                         |                         |                         |                         |                         |  |  |                         |                         |                         |                         |                         |                         |         |         |                           |                           |                           |                           |                           |                           |           |           |                            |                            |                            |                            |                            |                            |            |            |                          |                          |                          |                          |                          |                          |  |  |               |               |               |               |               |               |  |  |  |  |
| Giulio Costanzo d. 337  | Giulio Costanzo d. 337  | Giulio Costanzo d. 337  | Giulio Costanzo d. 337  | Giulio Costanzo d. 337  | Giulio Costanzo d. 337  |  |  | Licinio 250-308-324-325 | Licinio 250-308-324-325 | Licinio 250-308-324-325 | Licinio 250-308-324-325 | Licinio 250-308-324-325 | Licinio 250-308-324-325 |         |         | Costanza 293-330          | Costanza 293-330          | Costanza 293-330          | Costanza 293-330          | Costanza 293-330          | Costanza 293-330          |           |           | Fausta 289-326             | Fausta 289-326             | Fausta 289-326             | Fausta 289-326             | Fausta 289-326             | Fausta 289-326             |            |            | Costantino I 272-313-337 | Costantino I 272-313-337 | Costantino I 272-313-337 | Costantino I 272-313-337 | Costantino I 272-313-337 | Costantino I 272-313-337 |  |  | Minervina     | Minervina     | Minervina     | Minervina     | Minervina     | Minervina     |  |  |  |  |
| Giulio Costanzo d. 337  | Giulio Costanzo d. 337  | Giulio Costanzo d. 337  | Giulio Costanzo d. 337  | Giulio Costanzo d. 337  | Giulio Costanzo d. 337  |  |  | Licinio 250-308-324-325 | Licinio 250-308-324-325 | Licinio 250-308-324-325 | Licinio 250-308-324-325 | Licinio 250-308-324-325 | Licinio 250-308-324-325 |         |         | Costanza 293-330          | Costanza 293-330          | Costanza 293-330          | Costanza 293-330          | Costanza 293-330          | Costanza 293-330          |           |           | Fausta 289-326             | Fausta 289-326             | Fausta 289-326             | Fausta 289-326             | Fausta 289-326             | Fausta 289-326             |            |            | Costantino I 272-313-337 | Costantino I 272-313-337 | Costantino I 272-313-337 | Costantino I 272-313-337 | Costantino I 272-313-337 | Costantino I 272-313-337 |  |  | Minervina     | Minervina     | Minervina     | Minervina     | Minervina     | Minervina     |  |  |  |  |
|                         |                         |                         |                         |                         |                         |  |  |                         |                         |                         |                         |                         |                         |         |         |                           |                           |                           |                           |                           |                           |           |           |                            |                            |                            |                            |                            |                            |            |            |                          |                          |                          |                          |                          |                          |  |  |               |               |               |               |               |               |  |  |  |  |
|                         |                         |                         |                         |                         |                         |  |  |                         |                         |                         |                         |                         |                         |         |         |                           |                           |                           |                           |                           |                           |           |           |                            |                            |                            |                            |                            |                            |            |            |                          |                          |                          |                          |                          |                          |  |  |               |               |               |               |               |               |  |  |  |  |
| Giuliano 331-360-363    | Giuliano 331-360-363    | Giuliano 331-360-363    | Giuliano 331-360-363    | Giuliano 331-360-363    | Giuliano 331-360-363    |  |  | Elena d. 360            | Elena d. 360            | Elena d. 360            | Elena d. 360            | Elena d. 360            | Elena d. 360            |         |         | Costantino II 316-337-340 | Costantino II 316-337-340 | Costantino II 316-337-340 | Costantino II 316-337-340 | Costantino II 316-337-340 | Costantino II 316-337-340 |           |           | Costanzo II 317-337-361    | Costanzo II 317-337-361    | Costanzo II 317-337-361    | Costanzo II 317-337-361    | Costanzo II 317-337-361    | Costanzo II 317-337-361    |            |            | Costante I 320-337-350   | Costante I 320-337-350   | Costante I 320-337-350   | Costante I 320-337-350   | Costante I 320-337-350   | Costante I 320-337-350   |  |  | Crispo d. 326 | Crispo d. 326 | Crispo d. 326 | Crispo d. 326 | Crispo d. 326 | Crispo d. 326 |  |  |  |  |
| Giuliano 331-360-363    | Giuliano 331-360-363    | Giuliano 331-360-363    | Giuliano 331-360-363    | Giuliano 331-360-363    | Giuliano 331-360-363    |  |  | Elena d. 360            | Elena d. 360            | Elena d. 360            | Elena d. 360            | Elena d. 360            | Elena d. 360            |         |         | Costantino II 316-337-340 | Costantino II 316-337-340 | Costantino II 316-337-340 | Costantino II 316-337-340 | Costantino II 316-337-340 | Costantino II 316-337-340 |           |           | Costanzo II 317-337-361    | Costanzo II 317-337-361    | Costanzo II 317-337-361    | Costanzo II 317-337-361    | Costanzo II 317-337-361    | Costanzo II 317-337-361    |            |            | Costante I 320-337-350   | Costante I 320-337-350   | Costante I 320-337-350   | Costante I 320-337-350   | Costante I 320-337-350   | Costante I 320-337-350   |  |  | Crispo d. 326 | Crispo d. 326 | Crispo d. 326 | Crispo d. 326 | Crispo d. 326 | Crispo d. 326 |  |  |  |  |
|                         |                         |                         |                         |                         |                         |  |  |                         |                         |                         |                         |                         |                         |         |         |                           |                           |                           |                           |                           |                           |           |           |                            |                            |                            |                            |                            |                            |            |            |                          |                          |                          |                          |                          |                          |  |  |               |               |               |               |               |               |  |  |  |  |
|                         |                         |                         |                         |                         |                         |  |  |                         |                         |                         |                         |                         |                         |         |         |                           |                           |                           |                           |                           |                           |           |           | Costanza 361-383           | Costanza 361-383           | Costanza 361-383           | Costanza 361-383           | Costanza 361-383           | Costanza 361-383           |            |            | Graziano 359-367-383     | Graziano 359-367-383     | Graziano 359-367-383     | Graziano 359-367-383     | Graziano 359-367-383     | Graziano 359-367-383     |  |  |               |               |               |               |               |               |  |  |  |  |
|                         |                         |                         |                         |                         |                         |  |  |                         |                         |                         |                         |                         |                         |         |         |                           |                           |                           |                           |                           |                           |           |           | Costanza 361-383           | Costanza 361-383           | Costanza 361-383           | Costanza 361-383           | Costanza 361-383           | Costanza 361-383           |            |            | Graziano 359-367-383     | Graziano 359-367-383     | Graziano 359-367-383     | Graziano 359-367-383     | Graziano 359-367-383     | Graziano 359-367-383     |  |  |               |               |               |               |               |               |  |  |  |  |

## Titolatura imperiale
| Titolatura imperiale  | Numero di volte   | Datazione evento |
| --------------------- | ----------------- | --- |
| Tribunicia potestas   | 3 anni:           | la prima nel 268, poi rinnovata ogni anno al 10 dicembre. |
| Consolato             | 3 volte:          | nel 268 (?), nel 269 e nel 270. |
| Titoli vittoriosi     |                   | Germanicus Maximus inizi del 269,Gothicus Maximus estate del 270 e Parthicus Maximus sempre nel 270.                                                                             |
| Salutatio imperatoria | almeno 4/5 volte: | la prima al momento della assunzione del potere imperiale, la seconda sembra entro la fine del 268, poi con l'assunzione dei titoli di Germanicus, Gothicus e Parthicus Maximus. |
| Altri titoli          |                   | Pontifex Maximus, Pater Patriae, Victor, Pius, Felix, Proconsul e Invictus nel 268.                                                                                              |

## Claudio nella storiografia
| 213/214   | Claudio nasce a Sirmia |
| 250 circa | Sotto Decio, Claudio divenne tribunus militum e venne inviato al passo delle Termopili per difendere il Peloponneso dalle invasioni gotiche del periodo                   |
| 253-258   | Sotto Valeriano, Claudio era tribunus militum della legio V Martia |
| 258-268   | A partire da Valeriano, Claudio venne promosso a comandante supremo di tutto l'Illirico romano (dux totius Illyrici), risultando in grado, inferiore solo all'imperatore. |
| 268       | Sembra che Claudio abbia preso parte alla congiura contro Gallieno. In seguito alla sua morte venne proclamato imperatore dalle truppe riunite di fronte a Mediolanum.    |
| 270       | Claudio morì a Sirmium a causa di una pestilenza verso la fine di luglio, inizi di agosto.                                                                                |

Gli storici dell'epoca ritrassero Claudio come uno dei migliori imperatori mai esistiti fino a quel momento, molto probabilmente perché si narrava che fosse un avo di Costanzo Cloro e del figlio, Costantino il Grande. Ecco come ce lo descrive la Historia Augusta:
(Historia Augusta, Divus Claudius, 2.3.)
(Historia Augusta, Divus Claudius, 2.8.)
(Historia Augusta, Divus Claudius, 13.5.)
(Historia Augusta, Divus Claudius, 18.4.)
(Zosimo, Storia nuova, 46.2.)
(Eutropio, Breviarium ab Urbe condita, IX, 11.)